# Charles Adams Platt
Pour les articles homonymes, voir Charles Adams (homonymie), Adams et Platt.
Charles Adams Platt, né à New York, le 16 octobre 1861, mort en 1933, est un architecte et un paysagiste américain du mouvement American Renaissance.
Également peintre et graveur, il exposa à la National Academy de New York. Il dessina les plans de la Freer Gallery of Art de Washington et du Columbus Museum of Art à Columbus, Ohio.
Il a réalisé la chapelle du cimetière américain de Suresnes (France).